# Hanna Järver
Hanna Lovisa Järver, född den 10 januari 1993 i Örebro, är en svensk singer/songwriter och musikproducent. Hon har släppt en EP, Närke, två album, So Long & Tusen Täta Lögner In, och ett antal singlar. 2016 nominerades hon i två kategorier på P3 guld: årets pop och årets nykomling. Fullängdaren So Long som släpptes den 13 april 2018 hyllades unisont och även det blev nominerat till ett P3 guld-pris. Järvers musik pendlar mellan elektropop och indiepop.

## Diskografi

### Album
2018 – So Long
2020 – tusen täta lögner in

### EP
2016 – Närke

### Singlar
2013 – Smutsen
2014 – Du kommer lämna mig (CSAR & Monno Remix)
2015 – Ingenting skrivet
2015 – Samma gamla himmel
2015 – Anekdoter
2016 – Anekdoter - Kumla Version - Spotify Exclusive
2016 – Alabamatröjan
2016 – c'mon (med Jonas Lundqvist)
2017 – Manna Manna
2018 – Jävla 80-tal
2020 – min bästa vän
2020 – h e l v e t e
2020 – tusen täta lögner in